# Pentathlon moderne aux Jeux européens de 2023
Les épreuves de pentathlon moderne aux Jeux européens de 2023 ont lieu à l'Académie d'éducation physique Bronisław Czech de Cracovie, en Pologne, du 25 juin au 1er juillet 2023. Cinq épreuves sont au programme sous le nouveau format de pentathlon moderne.
Le programme de sept jours se déroule dans l'ordre suivant : qualification masculine, qualification féminine, demi-finale masculine, demi-finale féminine, finale masculine, finale féminine et relais mixte. Le nouveau format d'élimination qualifie seulement 18 athlètes pour les finales individuelles.
La compétition fait aussi office de Championnats d'Europe de pentathlon moderne.

## Quotas olympiques
Les épreuves sont utilisées comme tournoi continental de qualification pour les Jeux olympiques d'été de 2024.
Les huit athlètes les mieux classés dans les compétitions individuelles masculines et féminines se voient attribuer une place de quota, avec un maximum d'une place de quota par CNO et par sexe.
Les résultats de l'Europe sont également pris en compte pour le classement mondial de pentathlon moderne de l'UIPM, sur la base duquel six places supplémentaires par sexe sont attribuées pour Paris 2024.

## Médaillés
Hommes
| Épreuves    | Or                                                             | Or           | Argent                                                        | Argent       | Bronze                                                     | Bronze       |
| ----------- | -------------------------------------------------------------- | ------------ | ------------------------------------------------------------- | ------------ | ---------------------------------------------------------- | ------------ |
| Individuel  | Giorgio Malan                                                  | 1 534 points | Joseph Choong                                                 | 1 531 points | Csaba Bőhm                                                 | 1 530 points |
| Par équipes | Grande-Bretagne- Charlie Brown - Joseph Choong - Myles Pillage | 4 548 points | France- Valentin Belaud - Valentin Prades - Christopher Patte | 4 529 points | Italie- Giorgio Malan - Roberto Micheli - Matteo Cicinelli | 4 405 points |

Femmes
| Épreuves    | Or                                                               | Or           | Argent                                                                                  | Argent       | Bronze                                              | Bronze       |
| ----------- | ---------------------------------------------------------------- | ------------ | --------------------------------------------------------------------------------------- | ------------ | --------------------------------------------------- | ------------ |
| Individuel  | Alice Sotero                                                     | 1 443 points | Laura Heredia                                                                           | 1 429 points | Olivia Green                                        | 1 428 points |
| Par équipes | Allemagne- Annika Zillekens - Rebecca Langrehr - Janine Kohlmann | 4 216 points | Lituanie- Laura Asadauskaitė-Zadneprovskienė - Gintarė Venčkauskaitė - Ieva Serapinaitė | 4 202 points | Hongrie- Michelle Gulyás - Luca Barta - Blanka Guzi | 4 170 points |

Mixte
| Épreuves      | Or                                         | Or           | Argent                                  | Argent       | Bronze                                         | Bronze       |
| ------------- | ------------------------------------------ | ------------ | --------------------------------------- | ------------ | ---------------------------------------------- | ------------ |
| Relais mixtes | Tchéquie- Karolina Krenkova - Martin Vlach | 1 406 points | Hongrie- Kamilla Reti - Mihaly Koleszar | 1 401 points | Grande-Bretagne- Jessica Varley - Samuel Curry | 1 395 points |

## Tableau des médailles
| Rang  | Nation          | Or | Argent | Bronze | Total |
| ----- | --------------- | -- | ------ | ------ | ----- |
| 1     | Italie          | 2  | 0      | 1      | 3     |
| 2     | Grande-Bretagne | 1  | 1      | 2      | 4     |
| 3     | Allemagne       | 1  | 0      | 0      | 1     |
| 3     | Tchéquie        | 1  | 0      | 0      | 1     |
| 5     | Hongrie         | 0  | 1      | 2      | 3     |
| 6     | Espagne         | 0  | 1      | 0      | 1     |
| 6     | France          | 0  | 1      | 0      | 1     |
| 6     | Lituanie        | 0  | 1      | 0      | 1     |
| Total | Total           | 5  | 5      | 5      | 15    |